# Интач Страхование
Страховая компания INTOUCH (Интач Страхование) — российская страховая компания прямого страхования. Полное наименование — АО «Интач страхование». Являлась дочерней компанией британской страховой группы RSA Group. В 2016 году приобретена АО «Страховая компания „Благосостояние“». Штаб-квартира компании расположена в Москве.

## История
Начало операционной деятельности: апрель 2008 года. АО «Интач страхование» входит в группу компаний Intouch Insurance Group B.V. с зарегистрированным офисом в Нидерландах (Голландия), осуществляющую страхование в Польше и России.
29 мая 2008 года компания получила свидетельство Федеральной службы по интеллектуальной собственности, патентам и товарным знакам о регистрации товарного знака «INTOUCH»/ «ИНТАЧ» № 351397 с десятилетним сроком действия регистрации на территории РФ и 18 декабря Свидетельство № 985 125 МО ВОИС позволяющее использовать зарегистрированный товарный знак за пределами РФ.
В 2008 году АО «Интач страхование» также были зарегистрированы два филиала в г. Самара (закрыт в 2014 году) и в г. Санкт-Петербург.
С 2016 года АО «Интач страхование» является частью группы компаний «Благосостояние».

## Собственники и руководство
- АО «СК „Благосостояние“» - 99,99 %
- ООО «ВЕЛБИ ХОЛДИНГ» - 0,01%

Генеральный директор — Максимов Дмитрий Андреевич.

## Деятельность
Компания вышла на российский рынок с моделью прямого страхования — страхования без посредников (оформление договора страхования по телефону и Интернету). Важнейшая черта прямого страхования, которую реализует компания - удаленное урегулирование убытков.
До 2012 года АО «Интач страхование» специализировалось на продуктах автострахования — ОСАГО, добровольное страхование ответственности автовладельца, каско, а также страхование водителя и пассажиров от несчастных случаев.
В 2012 году компания собрала 783,36 млн руб. страховых премий и выплатила 440,83 млн руб. страховых возмещений . Чистый убыток в 2011 году составил 376,36 млн руб.
В 2012 году компания приступила к развитию партнерского канала продаж, предоставив клиентам возможность приобретать полисы в банках, у автомобильных дилеров и пр.
В 2013 году  АО «Интач страхование» вышло в немоторный сегмент, предложив страхование выезжающих за рубеж, страхование имущества и страхование от несчастного случая и болезней.
Рейтинговое агентство «Эксперт РА» присвоило страховой компании «Интач страхование» рейтинг надежности на уровне А «Высокий уровень надежности». Прогноз по рейтингу «Стабильный», что означает высокую вероятность сохранения рейтинга на том же уровне в среднесрочной перспективе. 21 июля 2016 года «Эксперт РА» подтвердило рейтинг надежности INTOUCH на уровне А+ «Очень высокий уровень надежности».
Компания является членом Российского союза автостраховщиков с 2003 года.

### Умное страхование
В 2014 году компания  «Интач страхование» совместно с МТС представила
программу «Умное страхование». Продукт предполагает использование телематического модуля для оценки манеры вождения, что позволяет получить индивидуальное предложение по каско и вернуть до 20% от стоимости полиса. Для физических лиц данная услуга была представлена впервые.
Программа «Умное страхование» основана на использовании М2М-оборудования. Каждый клиент, оформляющий полис каско в «Интач страхование», имеет возможность бесплатно установить на свой автомобиль телематическое устройство. Затем в течение месяца проводятся измерения, позволяющие создать максимально точный портрет стиля его вождения.

### Движение за ответственное вождение
В 2012 году компания возглавила «Движение за ответственное вождение». Движение поддержали деятели культуры и общественные организации.
В 2014 году компания запустила проект «Ответственные километры».  С помощью специально разработанного приложения для смартфонов «ОК.INTOUCH» каждый пользователь смог внести личный вклад в изменение мира к лучшему. После каждой поездки без превышения скорости участники награждались «зелёной квитанцией» с суммой, которая добавлялась к общему виртуальному фонду проекта. После достижения суммы 1 000 000 руб. компания Intouch передала деньги в благотворительный фонд «Живой» в помощь людям, пострадавшим в ДТП . В 2015 году «Интач страхование» перезапустила кампанию под названием «Марафон ответственного вождения».

### Награды и достижения
- Топ-20 лучших контактных центров в финансовом секторе (Форум Contact Center in Finance, 2014)[24].
- Премия «Компания года 2008» в номинации «Прорыв года» в категории «Страхование», модель direct страхование (Национальной премии в области бизнеса «Компания года», 2008)[25].
- Бронзовый призёр национального конкурса БРЕНД ГОДА/EFFIE в категории «Страхование, продукты и услуги» (БРЕНД ГОДА/EFFIE, 2009)[26].
- TOP-30 лучших российских Интернет-компаний (Forbes, 2012)[27].
- Лучший социальный проект за «Движение за ответственное вождение»[28].
- Комплексность системы риск-менеджмента (Эксперт РА)[29].

### Критика
Основной момент — типичный для всех прямых страховщиков — убыточность бизнеса в целом в течение нескольких лет после выхода компании на рынок.
Это обусловлено тем, что на начальном этапе подобным компаниям требуются значительные инвестиции на создание call-центра, программного обеспечения и т. п. Также из-за особенности канала продаж необходимы повышенные расходы на маркетинг и рекламу.
Окупаемость в данном случае станет возможной только тогда, когда компания достигнет необходимого размера («эффект масштаба» в административных расходах), знания бренда и стабильного портфеля (недавно произошла реорганизация портфеля, основной целевой аудиторией стали водители старше 30 лет с опытом вождения более 5 лет).
По оценкам экспертов, для выхода на рентабельность директ-страховщикам требуется примерно 5 лет. Это полностью соответствует планам «ИНТАЧ» выйти на безубыточный уровень к 2015 году.
На данный момент деятельность компании финансируют акционеры.
.